# Compagnie suédoise d'Afrique
La compagnie suédoise d'Afrique, qui appartenait à l'empire colonial suédois, était une des compagnies commerciales fondées au XVIIe siècle sur la Côte-de-l'Or (actuel Ghana), par Laurens de Geer, le fils du suédois d'origine belge Louis De Geer, qui développa d'importantes forges en Suède.

## Historique
Brasseur d'affaires autant que diplomate, Laurens de Geer profita de sa position pour former une compagnie de commerce, la Compagnie suédoise d'Afrique, qu'il plaça sous l'administration de Hollandais, avec des capitaux hollandais. Un premier voyage en 1647 permit de ramener de l'or et en 1649 le fils de Louis De Geer rencontra Henry Caerlof, un Hollandais d'origine polonaise, ancien officier de la Compagnie néerlandaise des Indes occidentales, qui avait noué des amitiés avec le souverain ghanéen, le dey de Fetu.
Henry Caerlof fonda en 1649 et 1650 sur la Côte-de-l'Or, pour le compte des Suédois, les comptoirs de Carolusburg et Fort Osu. Le premier devient durablement un site anglais en 1665, le Fort de Cape Coast. Le second, devenu danois en 1657 sous le nom de Fort Christiansborg, le reste 200 ans.
Des comptoirs sont également fondés dans la région des Ahantas et Encasser, notamment à Butre. Cependant, les Britannique situés à Dixcove et les Hollandais à Axim contiennent son expansion. Les tractations politiques des Provinces-Unies mènent à la signature du Traité de Butre au sein du Fort Batenstein qui établit un protectorat hollandais sur les chefferies Ahanta et Encasser et évince la Compagnie suédoise d'Afrique de cette région.
Parti en Europe en 1655, Henry Caerlof revint en 1657 sous le pavillon  des Danois, traditionnels rivaux des Suédois, qui avaient décidé, sous le règne de Christian V de Danemark (1646-1699) de les concurrencer jusqu'en Afrique par le biais de la Compagnie danoise des Indes occidentales et orientales. Carolusburg tomba aux mains des Danois, non sans opposer une résistance farouche.
En 1659, Henry Caerlof repartit une deuxième fois pour l'Europe, après avoir confié le site à Samuel Smit, emmenant dans ses cales, enchaîné, son ex-camarade  Krusenstjerna, et une cargaison d'or pour le roi du Danemark. Mais entre-temps les deux pays ont fait la paix. Il est accusé de trahison, sa tête est donc mise à prix et il doit fuir à Anvers.
En 1660, la Compagnie néerlandaise des Indes occidentales réussit à faire croire à Samuel Smit que la Suède avait vaincu le Danemark. Celui-ci se plaça sous le pavillon hollandais, mais le dey de Fetu considéra que c'était une trahison envers Henry Caerlof, l'ami du dey. Il reprit le fort, pour le vendre aux derniers Suédois restés dans la région. 
Les Danois détenaient aussi depuis 1657, 200 kilomètres plus à l'est, sur le site de l'actuelle ville d'Accra, le Fort Christiansborg, du nom du roi Christian V de Danemark (1646-1699), également pris aux Suédois, grâce au revirement du Hollandais Henry Caerlof, qui avait aidé les Suédois à s'installer pour le compte de la compagnie suédoise d'Afrique.
Les Danois reviennent en 1661, reprennent Fort Christiansborg, et décident d'installer un autre fort, sur une colline proche de Carolusburg, afin de pouvoir le bombarder. La Compagnie danoise des Indes occidentales et orientales négocie l'achat du terrain avec le dey de Fetu et confie l'opération à Jos Cramer, un ancien marin de la Compagnie néerlandaise des Indes occidentales, ce qui permit de s'emparer de Carolusburg.
Ce petit fort perdit en 1683 son statut de capitale de la Côte-de-l'Or danoise, transférée à Fort Christiansborg. Fort Fredriksborg, lui, est revendu en 1685 aux Anglais, qui s'étaient emparés par la force en 1665 de Carolusburg pour en faire le Fort de Cape Coast.